# Парголовская улица (Санкт-Петербург)
Па́рголовская у́лица — улица в Выборгском районе Санкт-Петербурга. Расположена на территории МО Сампсониевское. Название дано в часть пригородного поселка Парголово, ныне также входящего в состав Выборгского района Санкт-Петербурга.

## Расположение

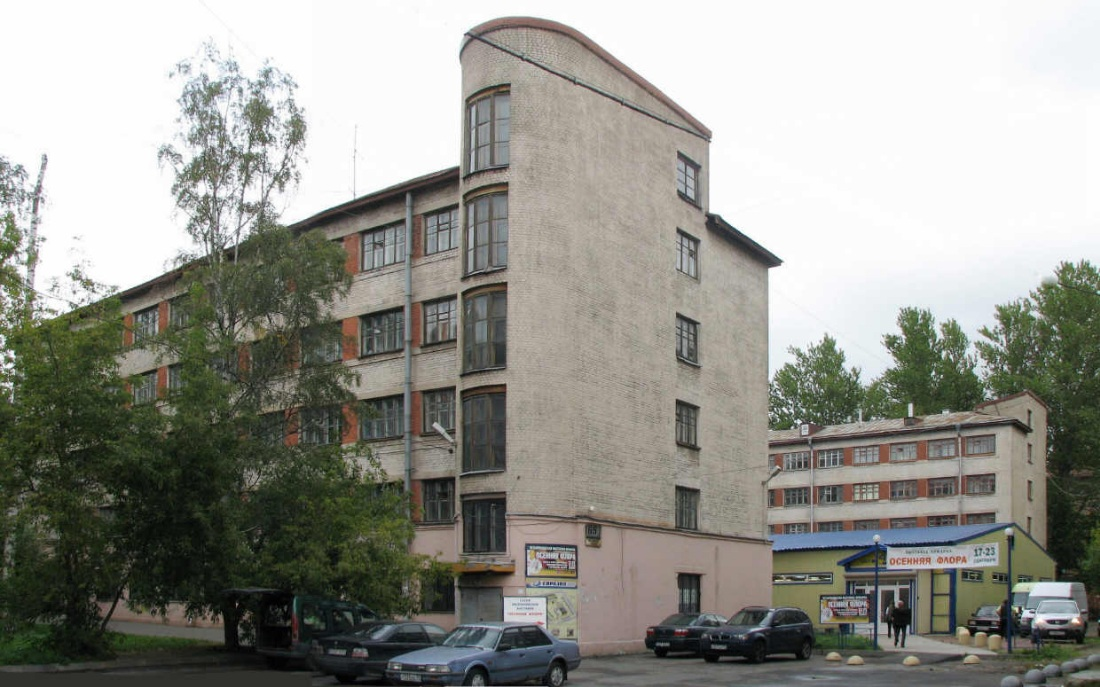
Парголовская ул., 11 к. 2. Здание одного из общежитий и клуба студенческого городка Политехнического института

Парголовская улица проходит в МО Сампсониевское Выборгского района, от улицы Александра Матросова до 1-го Муринского проспекта. По другой версии Парголовская улица заканчивается севернее в парке Лесотехнического университета пересечением с Институтским переулком на территории МО Светлановское.
Парголовская улица пересекает две улицы: Капитана Воронина и Кантемировскую.

## История
Современное название дано 5 марта 1871 года по названию пригородного села Парголово, что расположено в нескольких километрах севернее, вдоль Выборгского шоссе. Парголово ныне входит в состав Выборгского района Санкт-Петербурга.

## Здания и сооружения
По Парголовской улице зарегистрировано 11 домов:
- Дом 1
- Дом 3
- Дом 5
- Дом 7
- Дом 8
- Дом 10
- Дом 11 корп. 1
- Дом 11 корп. 2 — здание клуба Политехнического института
- Дом 11/1
- Дом 12
- Дом 12б

Студенческий городок Политехнического института 1929—1932, архитекторы М. Д. Фельгер, С. Е. Бровцев, А. В. Петров является памятником архитектуры. 

## Транспорт
По улице не проходят маршруты общественного транспорта. 
Ближайшая станция метро — «Лесная» Первой линии Петербургского метрополитена. 
Ближайшие остановки наземного транспорта - на Кантемировской улице у станции метро Лесная, а также на параллельном Парголовской улице Лесном проспекте от улицы Александра Матросова до 1-го Муринского проспекта.
Ближайшие остановки железнодорожного транспорта: Кушелевка (на северо-востоке) и Ланская (на северо-западе). 